# Padang Niur
Padang Niur is een bestuurslaag in het regentschap Bengkulu Selatan van de provincie Bengkulu, Indonesië. Padang Niur telt 622 inwoners (volkstelling 2010).